# Пам'ятник на честь 900-річчя Прилук

Пам'ятник на честь 900-річчя Прилук

Пам'ятник Володимиру Мономаху

Пам'ятник на честь 900-річчя Прилук — монументальний пам'ятник на честь 900-ліття міста у Прилуках (районний центр Чернігівської області).

## Загальні дані
Розташований в історичному середмісті Прилук на Валу над Удаєм.

Фрагмент пам'ятника

Монумент був відкритий 22 серпня 1992 року. Автор — скульптор С. Т. Кантур.

## Опис
Пам'ятник на честь 900-річчя Прилук являє собою дві високі стели, поставлені близько одна до одної, увінчані чотиригранним куполом з позолоченим шпилем, біля підніжжя яких розміщене 4-риметрове бронзове скульптурне зображення князя Володимира Мономаха на повен зріст на троні, у правиці якого перо, а лівицею князь тримає пергамент зі словами:
«В літо 1085… і коли ми їхали до Прилука-города, то стріли нас зненацька половецькі князі. Вісім тисяч воїнів і хотіли ми з ними отже битися, та оружжя одіслали вперед на повозах і ввійшли ми в город. Повчання Володимира Мономаха синам».
У 2012 році у ході реставраційних робіт у історичній зоні Прилук стелу позаду пам'ятника прибрали, а пам'ятник поставили на новий, гранітний постамент зі сходами. Відкриття оновленого пам'ятника і нової, однойменної площі Володимира Мономаха відбулося на свято Покрови, 14 жовтня 2012 року.

## Джерело
- Пам'ятник на честь 900-річчя Прилук // Прилуччина: Енциклопедичний довідник, Ніжин: «Аспект-Поліграф», 2007, — с. 323—324